# Кусака, Дзинъити
Дзинъити Кусака (яп. 草鹿 任一 Кусака Дзинъити, 7 декабря 1888, Исикава — 24 августа 1972, Камакура, Канагава) — вице-адмирал Императорского флота Японии; двоюродный брат вице-адмирала Рюносукэ Кусака.

## Биография
Родился в 1888 году в префектуре Исикава. Закончил Кайгун хэйгакко, служил мичманом на крейсерах «Сойя» и «Тиёда», после производства в энсины — на крейсере «Токива» и броненосце «Аки». В годы Первой мировой войны, став лейтенантом, служил на крейсерах «Асама», «Касима» и эсминце «Хамакадзэ», но участия в боевых действиях ему принять не довелось.
После войны учился в Кайгун дайгакко, выпустился в 1921 году в звании лейтенант-коммандера, служил на линейном крейсере «Хиэй» в качестве заместителя начальника артиллерийской части, затем на линейных кораблях «Ямасиро» и «Нагато» в качестве начальника артиллерийской части. 1 сентября 1930 года был произведён в кэптены и отправлен на год в Европу и Америку, по возвращении стал командиром крейсера «Китаками», а затем — линкора «Фусо». 1 декабря 1936 года был произведён в контр-адмиралы и назначен комендантом Училища морской артиллерии. 15 ноября 1940 года был произведён в вице-адмиралы.
В начале войны на Тихом океане Дзинъити Кусака заведовал Кайгун хэйгакко. 28 сентября 1942 года он был поставлен во главе подчинённого Императорскому флоту 11-го воздушного флота, базировавшегося в Рабауле, который поддерживал операции японских войск на Соломоновых островах и Новой Гвинее. 24 декабря 1942 года все военно-морские силы в районе Соломоновых островов и Новой Гвинеи были объединены во Флот Юго-Восточного района и также подчинены Кусаке. 6 сентября 1945 года Кусака капитулировал с подчинёнными ему силами в Рабауле вместе с генерал-лейтенантом Хитоси Имамурой, командовавшим сухопутными войсками.

## Внешние ссылки
- Naval History via Flix. "Kusaka Jinichi"
- Nishida, Hiroshi. "Imperial Japanese Navy". Archived from the original on 2013-01-30
- Rentz, John (1952). "Marines in the Central Solomons". Historical Branch, Headquarters, U.S. Marine Corps